# Hospital zum Heiligen Geist Boppard

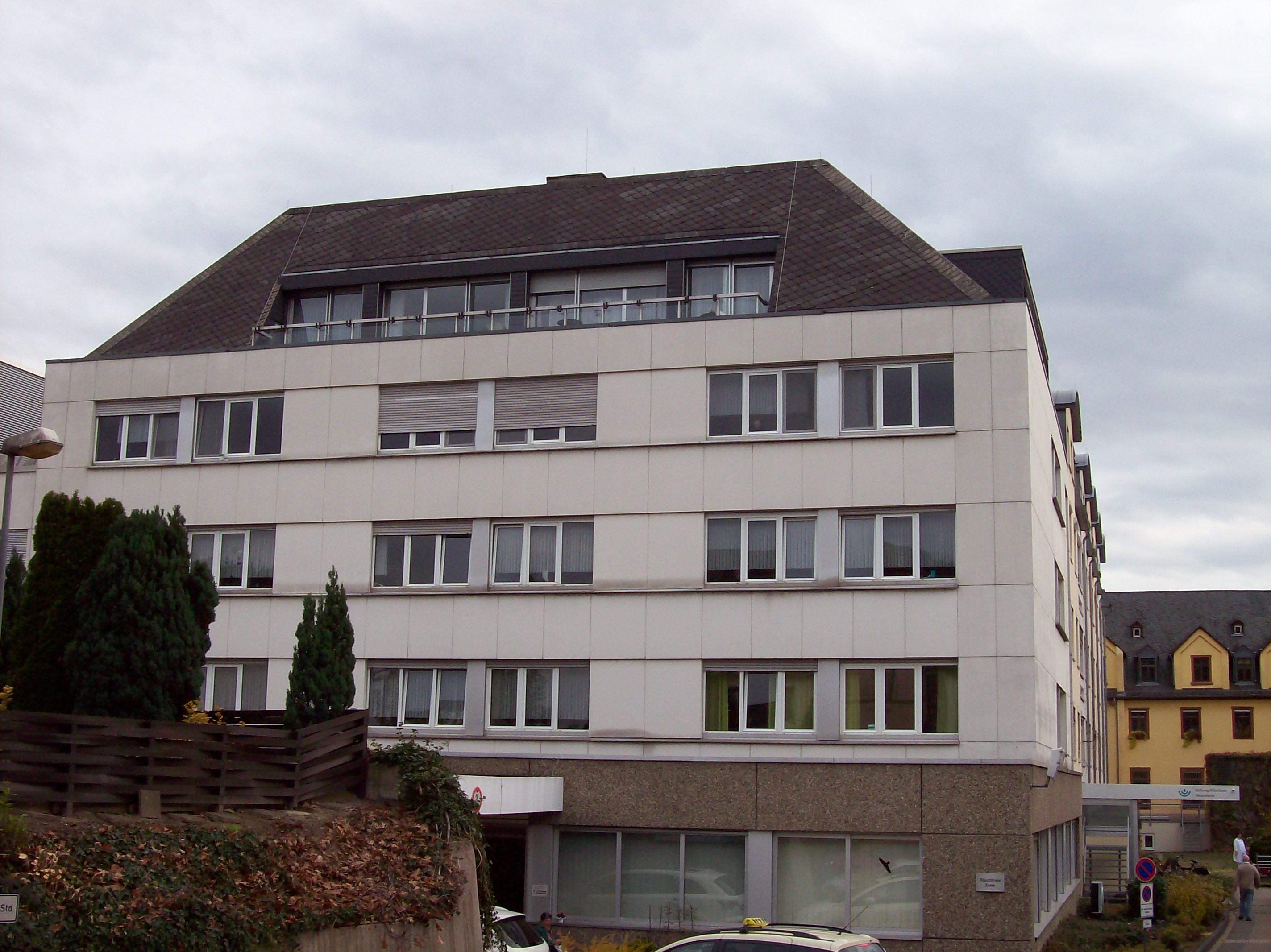
Das Bopparder Krankenhaus im Jahr 2010

Reklamemarke mit dem ehemaligen Logo des Hospitals zum Heiligen Geist

Der Krankenhausstandort Hospital zum Heiligen Geist (früher Gesundheitszentrum zum Heiligen Geist) in Boppard wird von der Gemeinschaftsklinikum Mittelrhein gGmbH betrieben, außerdem werden die zwei Bopparder Senioreneinrichtungen Wohnstift zum Heiligen Geist Belgrano (Seniorenheim) und Wohnstift zum Heiligen Geist (betreutes Wohnen und Kurzzeitpflege) von deren Tochtergesellschaft Seniocura GmbH betrieben. Das Hospital zum Heiligen Geist und der Wohnstift zum Heiligen Geist befinden sich in der Bopparder Innenstadt und sind räumlich miteinander verbunden. Teile der vom Wohnstift genutzten Gebäudeflügel, sowie das Hospitaltor, stehen unter Denkmalschutz. Der Wohnstift zum Heiligen Geist Belgrano hingegen befindet sich in einem Neubau im ehemaligen Park der Villa Belgrano. Am Standort Boppard arbeiten rund 240 Mitarbeiter und versorgen jährlich rund 3.500 stationäre (inkl. teilstationäre) und 7.200 ambulante Patienten (inkl. ambulante OP).

## Lage
Das Hospital zum Heiligen Geist mit dem Wohnstift zum Heiligen Geist befindet sich in der Bopparder Innenstadt in der Nähe des Rheins. Die Einrichtungen werden von drei Straßen umrahmt. Nördlich verläuft die Rheinallee, westlich die Bahnhofsstraße und südlich die Heerstraße (ehemals B 9). Westlich des Gebäudekomplexes befinden sich das ehemalige Karmelitenkloster und die ehemalige Klosterkirche. Die Gebäude am Rhein wurden bis zum Umzug in den Neubau als Seniorenheim genutzt, wohingegen der stadtseitige Gebäudekomplex dem Krankenhaus vorbehalten war. Heute werden die Gebäude der Rheinfront noch für Betreutes Wohnen und die Kurzzeitpflege genutzt, dienen im Wesentlichen aber auch dem Krankenhaus. Südöstlich des Krankenhauses befindet sich der Bopparder Hauptbahnhof und südwestlich das ehemalige, denkmalgeschützte Postgebäude.
Das Seniorenheim zum Heiligen Geist hat neben dem Standort am Krankenhaus ein weiteres Gebäude mit 102 vollstationären Plätzen im ehemaligen Park der Villa Belgrano ebenfalls in der Nähe des Rheins. Es führt den Namen Wohnstift Zum Heiligen Geist Belgrano.

## Medizinische Abteilungen des Krankenhauses
Das Hospital zum Heiligen Geist ist einer von fünf Krankenhausstandorten des Gemeinschaftsklinikums Mittelrhein. So wird versucht an den unterschiedlichen Standorten unterschiedliche Schwerpunkte in der Patientenversorgung zu setzen. Als einziger der fünf Standorte verfügt Boppard über eine Abteilung für Psychosomatik.
In Boppard gibt es folgende Kliniken und Einrichtungen im Krankenhaus:
- Klinik für Innere Medizin
- Klinik für Akkutgeriatrie
- Klinik für Psychosomatik
- Klinik für Wundmedizin
- Klinik für Chirurgie
- Klinik für Plastische, Hand-, Ästhetische und Verbrennungschirurgie
- Klinik für Mund-, Kiefer- und Gesichtschirurgie
- Klinik für Anästhesie, Intensiv-, Notfallmedizin, Schmerztherapie
- Hals-Nasen-Ohrenheilkunde (Belegstation)

Zentren und Einheiten:
- Angehörigenfreundliche Intensivstation
- Wundzentrum Mittelrhein
- Behandlungseinrichtung für das Diabetische Fußsyndrom
- Ästhetik-Zentrum Mittelrhein

In den Räumlichkeiten des Krankenhauses wird außerdem durch das konzernzugehörige Medizinische Versorgungszentrum (MVZ) Mittelrhein das ambulante Angebot mit den Praxen für Chirurgie sowie Psychoanalyse und Psychotherapie ergänzt.
Des Weiteren verfügt das Krankenhaus durch die Konzerngesellschaft Seniocura über den Pflegedienst „Stiftmobil“, mit dem hilfsbedürftige, kranke, alte und behinderte Menschen in ihrer vertrauten Umgebung gepflegt werden können.

## Geschichte

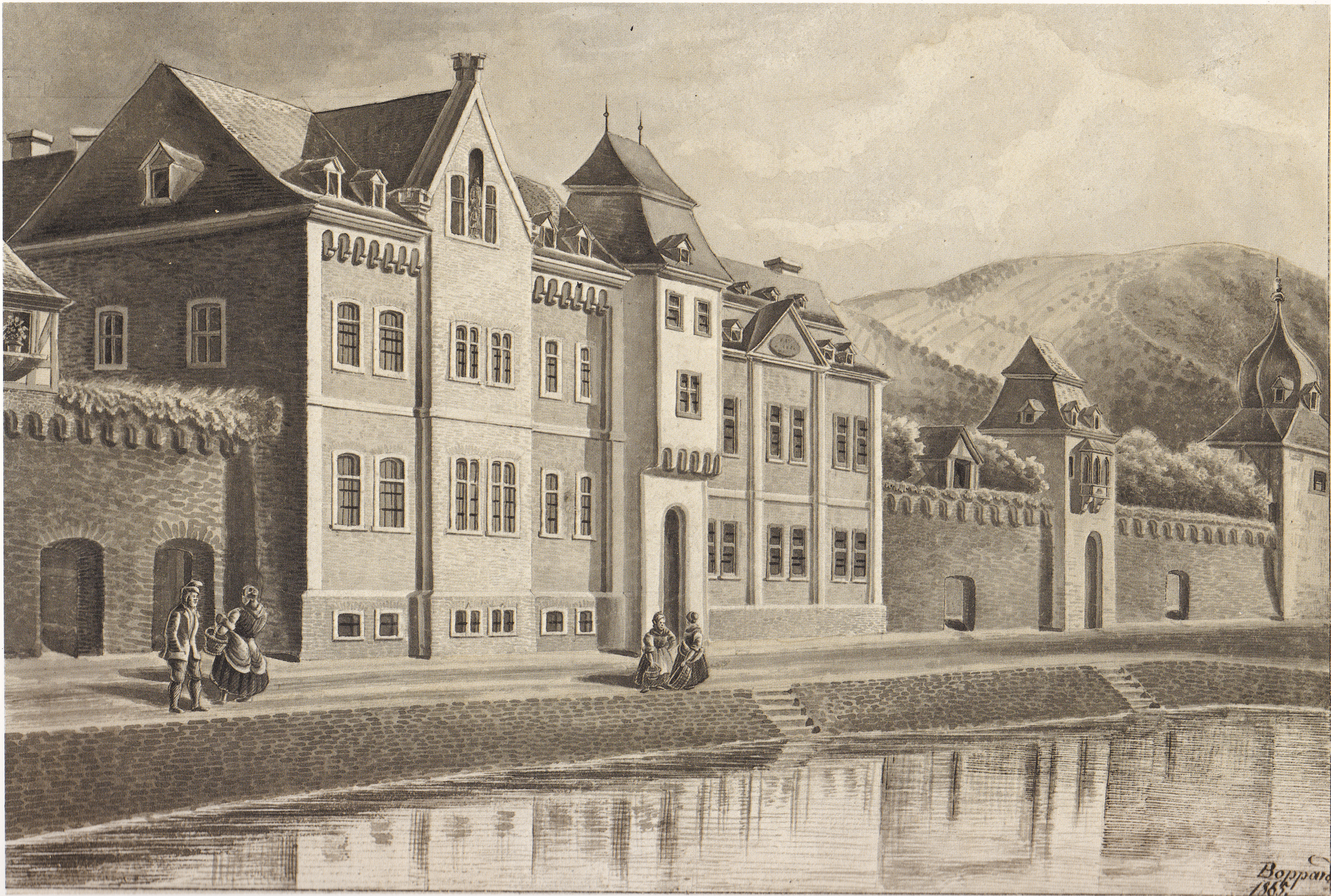
Das Waisenhaus (links), das Hospitaltor (Mitte) und das ehemalige Hospital zum Heiligen Geist (rechts) in einer Zeichnung von N. Schlad aus dem Jahr 1865

Das Hospital zum Heiligen Geist ist die älteste soziale Einrichtung der Stadt Boppard. Sie hat zwei Wurzeln, welche bis ins Mittelalter hineinreichen. Zum einen geht das Hospital auf eine Schenkung aus der Mitte des 13. Jahrhunderts der Bopparder Ritter- und Bürgergeschlechter zurück. Dieses Hospital erhielt schon damals den Namen Hospital zum Heiligen Geist. In diesem Artikel wird es als ehemaliges Hospital zum Heiligen Geist bezeichnet, um es von dem neueren Krankenhaus, das zwischenzeitlich so hieß, unterscheiden zu können. Die zweite Wurzel des Krankenhauses ist die von Bopparder Schöffenfamilien 1349 gegründete Gotteshaus- oder Schöffenbruderschaft mit dem Kleinen Hospital. Infolge der Französischen Revolution wurden beide sozialen Einrichtungen in der Stiftung Hospital zum Heiligen Geist zusammengefasst. In einem Erweiterungsbau des ehemaligen Hospitals zum Heiligen Geist im Jahr 1900 entstanden die ersten Räumlichkeiten des heutigen Krankenhauses. Dieses wurde in den vergangenen Jahrhunderten sukzessiv vergrößert.

### Ehemaliges Hospital zum Heiligen Geist
Da keine Stiftungsurkunde des Hospitals zum Heiligen Geistes überliefert ist, kann die Gründung nicht exakt datiert werden. Es ist davon auszugehen, dass ähnlich wie in Koblenz und Bingen das Hospital im 12. Jahrhundert bei der örtlichen Stiftskirche entstand. Wahrscheinlich um 1260, so ist aus Eintragungen in der liber donationum zu schließen, wurde das Hospital von der Stiftskirche gelöst und verbürgerlicht.
Im Jahr 1751 wurde das vermutlich durch einen Brand zerstörte ehemalige Hospital zum Heiligen Geist am Rhein wieder aufgebaut. Es diente sowohl als Armen- als auch als Krankenhaus. Urkundlich gesichert ist es für das Jahr 1489, jedoch kann das Hospital wesentlich älter sein, da dies keine Gründungsurkunde ist. Der Sage nach soll schon Bernhard von Clairvaux bei seinem Aufenthalt in Boppard in diesem Hospital gewohnt haben.
Ein Erweiterungsbau des Hospitals entstand im Jahr 1900 auf der anderen Seite der Niederstadtstraße, der durch eine Überbauung mit dem Hauptgebäude verbunden wurde. Im Jahr 1975 wurde das Hauptgebäude des ehemaligen Hospitals abgebrochen.

### Ehemaliges Kleines Hospital „Gotteshaus“

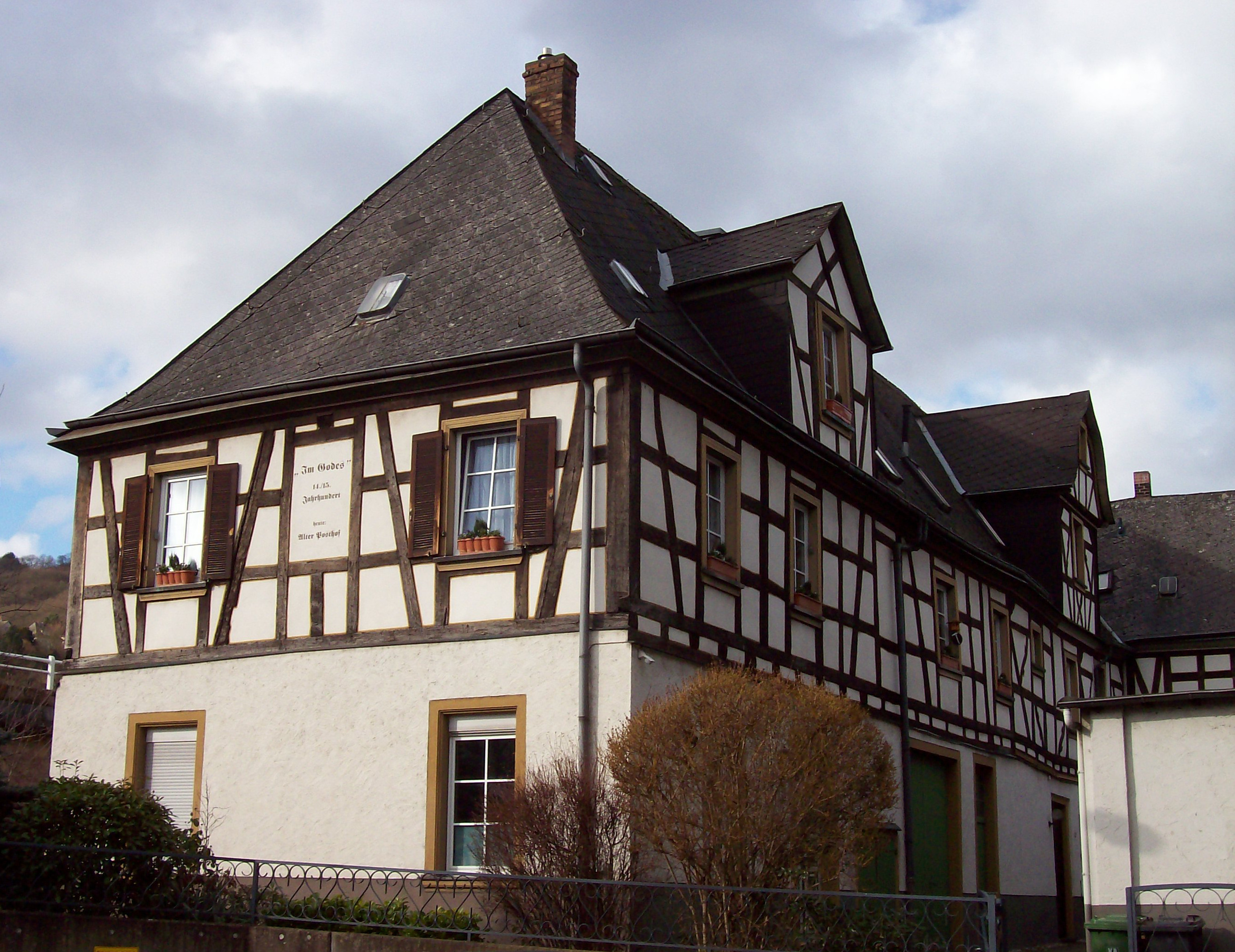
Gebäude des ehemaligen Kleinen Hospitals (2013)

Koordinaten: 50° 13′ 52,9″ N, 7° 35′ 18,7″ O
Die Entstehung des Kleinen Hospitals oder Gotteshauses steht in engem Zusammenhang mit der im Sommer 1349 am Rhein grassierenden Pest und den dadurch ausgelösten Geißlerzügen. Adlige und Bürgerliche der Stadt, die sich an den Geißlerzügen beteiligt hatten, gründeten wenige Wochen nach den Ereignissen eine Bruderschaft „zur Pflege des Passionsgedankens und zur Wohltätigkeit“.
Im Jahr 1476 wurde die Satzung so verändert, dass nur noch Mitglieder aus den Schöffen- und Ratsfamilien aufgenommen werden sollten. Das Gebäude des Kleinen Hospitals, das „Haus Godes“ lag an der Oberen Heerstraße in der Nähe der Britzelpforte. Belegt ist, dass sich dieses Gebäude am Ende des 15. Jahrhunderts im Besitz der Bruderschaft befand. Nachdem das Kleine Hospital 1800 mit dem ehemaligen Hospital zum Heiligen Geist zusammengelegt wurde, wurde das Gebäude in der Oberen Heerstraße versteigert. Heute befindet es sich in Privatbesitz.

### 19. Jahrhundert
Im Zuge der Französischen Revolution wurde 1800 das Hospital zum Heiligen Geist mit dem Kleinen Hospital zusammengelegt. In dieser Zeit verlor das Hospital den Einfluss auf seine umfangreichen Güter rechts des Rheins, da diese sich nun im Ausland befanden. Im Jahr 1821 wurde das Armenhaus aufgelöst und das Hospital diente fortan nur noch als Krankenhaus. Die Barmherzigen Schwestern vom heiligen Karl Borromäus wurden auf Initiative des Pastors Johann Baptist Berger im Jahr 1855 in das Hospital berufen und übernahmen die Leitung dieser Einrichtung. Neben der Pflege der armen, kranken und alten Menschen gehörte auch die Erziehung Pflege von Waisen zu ihren Aufgaben. Den Borromäerinnen wurde außerdem 1856 eine Kleinkinderbewahrschule (ein erster Kindergarten) und 1858 eine Nähschule anvertraut. Nachdem Dechant Berger einige Jahre später das benachbarte Waisenhaus (siehe Abschnitt Ehemaliges Waisenhaus) errichten ließ, übernahmen sie 1865 auch dessen Leitung.

### Ehemaliges Waisenhaus

Blick über den Karmeliterplatz auf das ehemalige Waisenhaus mit der Haushaltsschule St. Carolus um 1900

Der katholische Pfarrer Johann Baptist Berger regte 1856 den Bau eines katholischen Waisenhauses an und im Jahr 1863 konnte die Grundsteinlegung erfolgen. Der Neubau wurde östlich des damaligen Hospital-Gebäudes errichtet. Zwei Jahre später 1865 wurde das Gebäude mit einer Feier eingeweiht. Auch von dieser sozialen Einrichtung übernahmen die Borromäerinnen die Leitung. In diesem Hause gründeten sie das Haushaltungspensionat, das später St. Carolus genannt wurde. Nachdem bei einem Großbrand im Jahr 1867 auf dem östlich angrenzend Areal 16 Wohnhäuser zerstört wurden, konnte hier in der Folgezeit ein Nebengebäude am neu entstandenen Karmeliterplatz errichtet werden. In diesem Anbau wurde als Abteilung des Waisenhauses das Knabenhaus St. Josef untergebracht. In den Jahren 1886 bis 1887 wurde das Waisenhaus auch gegen Westen um eine zweiachsige Giebelfront erweitert. Eine Kapelle wurde 1901–1902 in das Hauptgebäude eingebaut, wofür das Obergeschoss erhöht wurde, danach wurde das Hauptgebäude um ein weiteres Stockwerk erhöht.
Um das Hospital zu erweitern erwarb 1956 die Stiftung Hospital zum Heiligen Geist das Waisenhaus. In diesem Zusammenhang wurde die Haushaltsschule St. Carolus in das Haus Sabelsberg verlegt, wohin auch einige der Ordensschwestern umzogen. Im Jahr 1988 wurde das Gebäude zu wesentlichen Teilen abgebrochen und neu aufgebaut.

### 20. Jahrhundert
Im Jahr 1938 wurde die Stiftung Hospital zum Heiligen Geist zugunsten der Stadt Boppard enteignet. Das Hospital selbst überstand den Zweiten Weltkrieg ohne größere Schäden an der Bausubstanz und ohne seinen Betrieb einstellen zu müssen. Am 30. Mai 1945 beziehungsweise am 4. Juli 1945 wurden die Enteignungsbeschlüsse von 1938 vom Bürgermeister beziehungsweise vom Regierungspräsidenten aufgehoben und die Stiftung wiederhergestellt.
In den Jahren 1956–1957 erwarb die Stiftung in unmittelbarer Nähe des (ehemaligen) Hospitals einige am Rhein und in der Niederstadtstraße gelegene Gebäude, darunter befand sich auch das ehemalige Waisenhaus. In den Folgejahren bis 1962 wurde das Hospital umfassend saniert und erweitert. Die gynäkologische Station wurde im Neubau am Rhein untergebracht und neue Operationssäle wurden im Erdgeschoss des Altbaus eingerichtet. Außerdem erhielt das Krankenhaus Zwei- und Dreibettzimmer.
Im Jahr 1968 begannen die Planungen für den Bau des zweiten Bauabschnitts. Zunächst wurde im Jahr 1969 ein Altbau an der Hospitalsgasse abgerissen. Für die Errichtung des dreigeschossigen Neubaus wurden im Jahr 1969 drei Jahre Bauzeit und eine Summe von 5,2 Mio. DM veranschlagt. Durch das schwere Rheinhochwasser im Februar 1970 verzögerten sich die Baumaßnahmen jedoch um einige Monate. Das Richtfest konnte am 13. Mai 1971 begangen werden. Der dreigeschossige Neubau schließt sich in Nord-Süd-Richtung an den ersten Bauabschnitt von 1962 an und wurde auf allen Ebenen mit diesem verbunden. Mit Zustimmung des Stadtrates wurde die Hospitalsgasse für den Neubau in voller Länge eingezogen. Im Januar 1972 konnte die Bäderabteilung im Untergeschoss zur Benutzung freigegeben werden. Die offizielle Einweihungsfeier erfolgte am 17. November. Durch Umplanungen und Preissteigerungen beliefen sich die Kosten letztlich auf rund 9 Mio. DM. An diesen beteiligten sich das Land Rheinland-Pfalz, der Rhein-Hunsrück-Kreis und die Stadt Boppard.
Nach dem Ankauf weiterer Grundstücke an der Bahnhofsstraße erhielt das Krankenhaus eine neue Zufahrt für PKWs, Zulieferer und Krankenwagen, während der eigentliche Zugang wie zuvor auch von der Heerstraße über den Rest der Hospitalsgasse zum Haupteingang erhalten blieb.
Im Jahr 1970 wurde die Verwaltungsstruktur des Krankenhauses verändert. Von dort an wurde das Krankenhaus nach unternehmerischen Gesichtspunkten von einem Verwaltungsdirektor geleitet. Die Borromäerinnen, die bis zu diesem Zeitpunkt das Krankenhaus geführt hatten, verließen es nicht, sondern arbeiten dort weiterhin in der Pflege und Seelsorge.

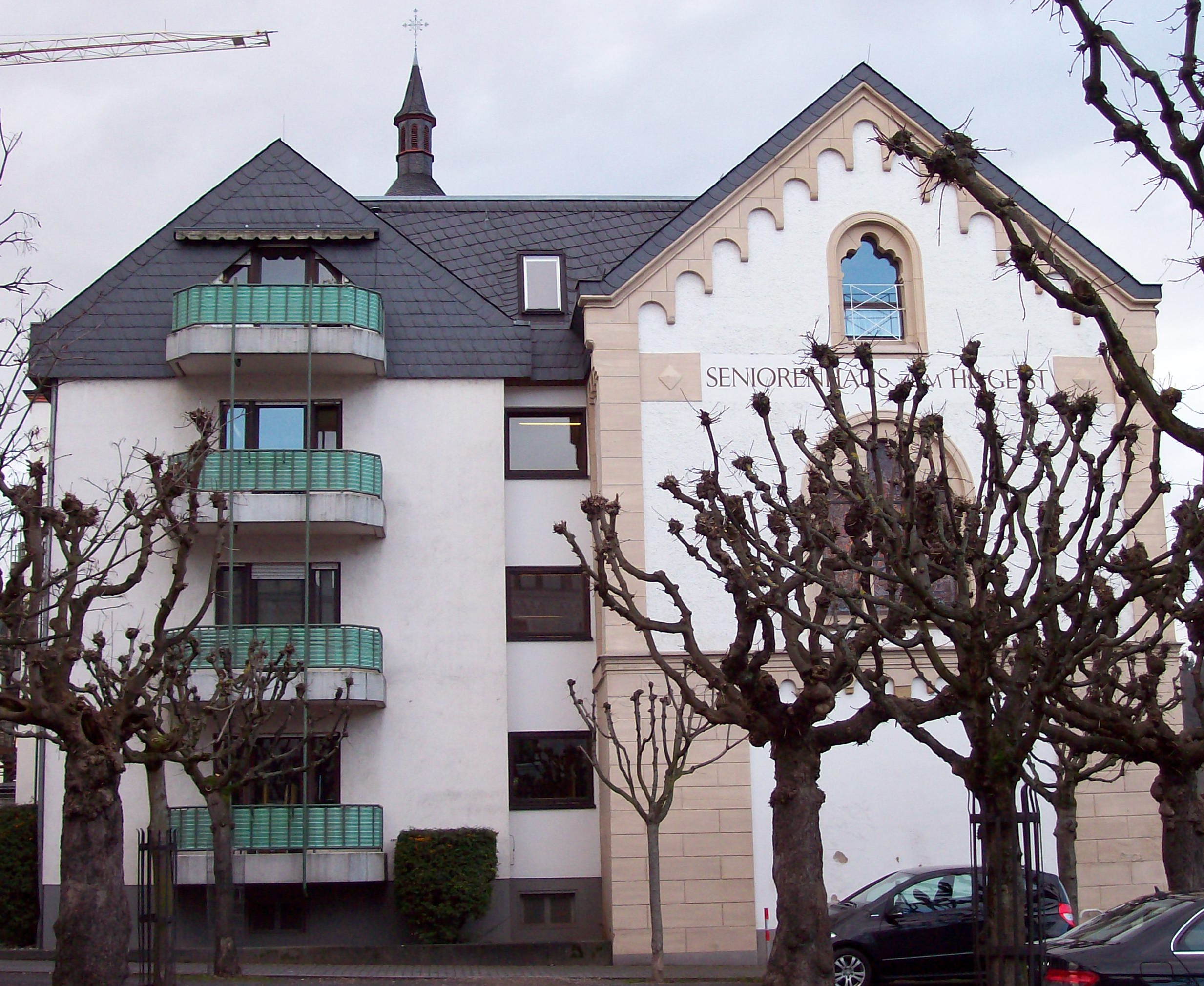
Das 1991 errichtete Josefshaus, Gebäudeflügel des Seniorenheims zum Heiligen Geist

Um ein eigenständiges Altenheim unterhalten zu können, wurde von der Stiftung Hospital zum Heiligen eine weitere, eigenständige Stiftung ins Leben gerufen. Diese Stiftung trug den Namen Stiftung Altenheim zum Heiligen Geist. Ihre Stiftungssatzung wurde am 12. März 1976 veröffentlicht. Im Herbst 1975 begann der Abbruch der zwischen Hospitaltor und Bahnhofsstraße gelegenen Häuser. Hierzu gehörte auch der aus dem Jahr 1751 stammende Altbau des Hospitals, der den Namen Josefshaus trug, sowie der danebenliegende Neubau von 1869. Am 15. Dezember 1975 erfolgte die Grundsteinlegung für das neue Altenheim. Das Landesamt für Denkmalpflege Rheinland-Pfalz hatte allerdings die Auflage gemacht, dass das Hospitaltor als Teil der mittelalterlichen Stadtbefestigung bestehen bleiben und in den Neubau integriert werden müsse. Im Sommer 1976 konnte das Richtfest begangen werden. Am 1. März 1977 wurde der Neubau, der heute den Namen Dechant-Berger-Haus trägt, fertiggestellt und als Altenheim genutzt. Dieser Gebäudekomplex ist räumlich mit dem Krankenhaus verbunden und ist nach Dechant Johann Baptist Berger dem Begründer des Waisenhauses benannt. Am 27. Februar 1982 wurde die Satzung geändert und die Stiftung erhielt den moderneren Namen Seniorenheim zum Hl. Geist.
Im Jahr 1987 wurden Planungen für weitere Erweiterungsbauten der Öffentlichkeit vorgestellt. Inzwischen hatte die Stiftung Seniorenheim zum Heiligen Geist der katholischen Stiftung Jugendbetreuung die Gebäude des früheren Waisenhauses an der Rheinfront abgekauft. Die dort untergebrachten Einrichtungen der Jugendbetreuung zogen ins neu renovierte Gemeindezentrum St. Michael um. Im Frühjahr 1988 wurde dann mit dem Abbruch des ehemaligen Waisenhausgebäudes begonnen. Auch hier wurden Auflagen vom Landesdenkmalamt gemacht, die zum Karmeliterplatz gelegene Giebelfront sowie der Krankenhausturm mussten erhalten bleiben. Daher wurde der Turm als Ganzes vom Gebäude abgehoben und im Hof zwischengelagert. Im Herbst desselben Jahres konnte das Richtfest des neuen dreigeschossigen Gebäudes gefeiert werden. Die ehemalige, rheinseitige Giebelfront wurde in den neuen Gebäudeflügel integriert. Die gesamten Baumaßnahmen wurden jedoch erst im Jahr 1991 beendet. Der neue östliche Gebäudeteil direkt am Karmeliterplatz erhielt in Erinnerung an den 1975 abgebrochenen Krankenhausaltbau den Namen Josefshaus, der mittlere Teil mit der Krankenhauskapelle behielt den Namen Carolus-Haus.

### 21. Jahrhundert

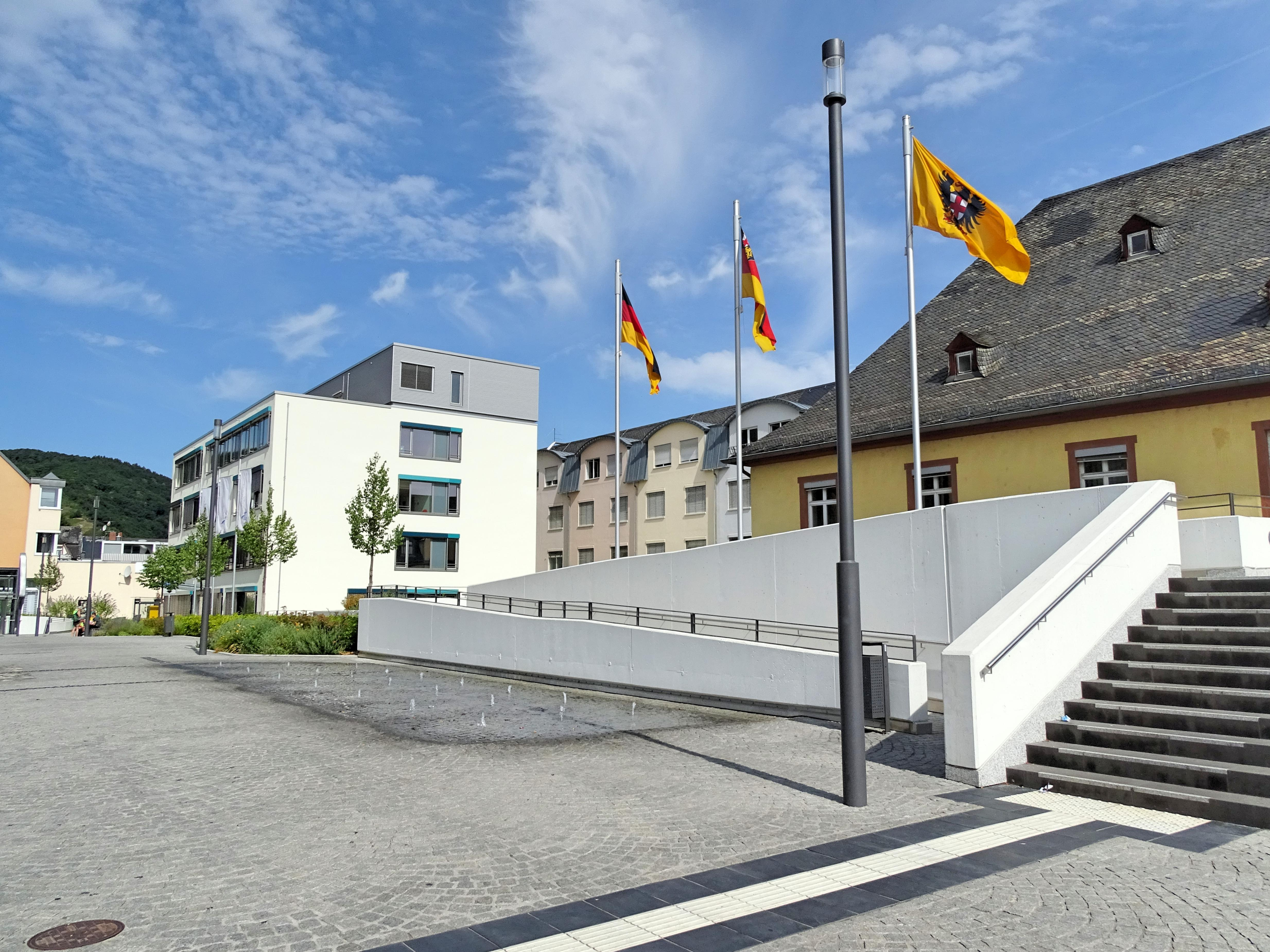
Neubau des Krankenhauses von der Stadtverwaltung aus gesehen

Im Januar 1999 wurde der Schwerpunkt Psychosomatische Medizin eingerichtet.
Um den Standort den Krankenhausstandort Boppard langfristig zu sichern und um wesentliche Kosten einzusparen, beschloss man 2000 mit einem anderen Krankenhaus aus der Umgebung zusammenzugehen. Nach längeren Diskussionen einigte man sich, Gespräche mit den Barmherzige Brüder Trier e.V. (Brüderkrankenhaus St. Josef in Koblenz), der Marienhaus GmbH (Loreley-Kliniken in St. Goar-Oberwesel) und mit dem Evangelischen Stift St. Martin aufzunehmen. Nach Abschluss der Gespräche und intensiver Beratungen der Kuratorien der Stifte Hospital zum Hl. Geist und Seniorenheim zum Hl. Geist entschied man sich mit großer Mehrheit für eine Zusammenarbeit mit dem Evang. Stift. Dieser war Jahre zuvor schon eine Kooperation mit dem Krankenhaus Nastätten eingegangen. Die beiden Stiftungen zum Hl. Geist gründeten daraufhin eine neue Gesellschaft mit dem Namen Gesundheitszentrum zum Hl. Geist gGmbH. Dieser Gesellschaft übertrugen die beiden Stiftungen den gesamten Betrieb von Krankenhaus und Altenheim. Die beiden Stiftungen blieben erhalten und waren nach wie vor Besitzer der Grundstücke und Immobilien. Zum 1. Januar 2003 gründeten die drei Krankenhausstandtorte Koblenz, Boppard und Nastätten die Gesellschaft für Sozialmanagement gGmbH. Gesellschafter sind die Stiftung Evang. Stift St. Martin mit 4 von 7 Anteilen, die Stiftung Hospital und die Stiftung Seniorenhaus zum Hl. Geist sowie die Diakoniegemeinschaft Paulinenstift in Wiesbaden mit je 1 von 7 Anteilen. Im Laufe des Jahres 2003 wurden Vertragsanpassungen nötig. Die Gesellschaft für Sozialmanagement gGmbH und die Koblenzer und Nastätter Betreibergesellschaften wurden verschmolzen und der neue Firmenname lautet Stiftungsklinikum Mittelrhein gGmbH. Die Bopparder Betreibergesellschaft „Gesundheitszentrum zum Hl. Geist gGmbH“ konnte nicht verschmolzen werden und wurde zu 100 % eine Tochter des Stiftungsklinikums. 
In der ersten Hälfte des Jahres 2012 wurde die Geburtshilfeabteilung aufgrund der geringen Geburtenrate geschlossen.
Von Februar 2011 bis September 2012 wurde das Krankenhaus umgebaut und erweitert. Südlich des Krankenhauses in Richtung Heerstraße wurde ein viergeschossiger Anbau errichtet. In diesem Anbau befindet sich im ersten Geschoss der barrierefreie Haupteingang. Im Erdgeschoss wurden die Liegendanfahrt und die Notfallambulanz mit weiteren Funktionsräumen untergebracht. Im zweiten Obergeschoss des Neubaus wurde die Abteilung für Intensivmedizin untergebracht. Außerdem wurden am Karmeliterplatz zwischen Krankenhaus und Seniorenheim ein Anbau errichtet. In diesem wurden drei Operationssäle eingerichtet. Vor dem Krankenhaus und der im Nebengebäude befindlichen Stadtverwaltung ließ die Stadt Boppard eine Tiefgarage errichten, die direkt an das Krankenhaus angeschlossen wurde. Aufgrund der räumlichen Nähe wurden die Tiefgarage und der südliche Anbau des Krankenhauses in einem gemeinsamen Bauvorhaben realisiert. Der südliche Erweiterungsbau des Krankenhauses kostete zirka 15,4 Millionen Euro.
Das Dechant-Berger-Haus, aus dem die Senioren 2011 in den Wohnstift Belgrano umgezogen sind und das nach Beendigung der Umbauarbeiten am Krankenhaus nicht mehr als Ausweichräumlichkeit benötigt wurde, wurde von Dezember 2012 bis April 2014 modernisiert. Es entstanden dort 30 einzeln erwerbbare Wohneinheiten für betreutes Wohnen. Am 24. April 2014 wurde der Gebäudeflügel öffentlich eingeweiht.
Nach einer erneuten Fusion mit den Krankenhäusern Kemperhof in Koblenz sowie St. Elisabeth in Mayen im Jahr 2014 entstand das heutige Gemeinschaftsklinikum Mittelrhein. Im Frühjahr 2020 wurde bekannt, dass das Gemeinschaftsklinikum in finanzielle Schieflage geraten war. Bei einer Gesellschafterversammlung am 15. Juli 2024 wurde ein Sanierungsplan für das Gemeinschaftsklinikum verabschiedet, der auch die Schließung des Krankenhauses in Boppard umfasste. Daraufhin verständigten sich der Rhein-Hunsrück-Kreis, die Stadt Boppard und die Stiftung Hospital zum Heiligen Geist darauf bis 2025 die Defizite des Krankenhauses auszugleichen. Die Hauptgesellschafter des Gemeinschaftsklinikums stimmten dem Vorschlag zu.

## Beschreibung einzelner Gebäudeteile

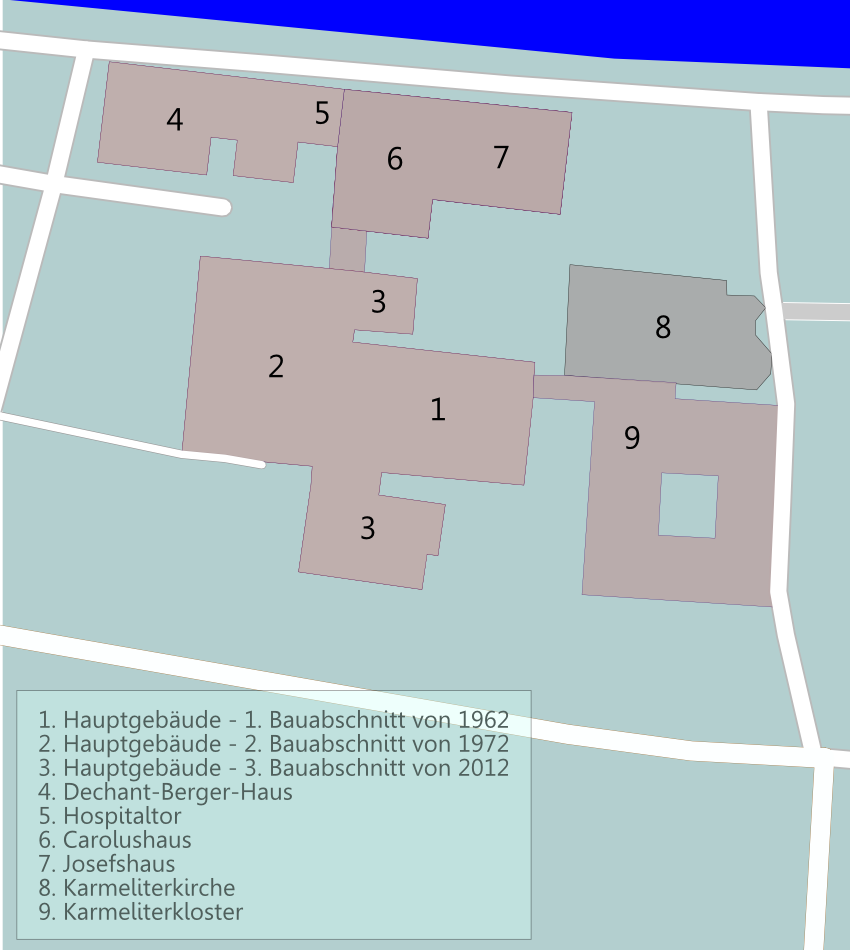
Gebäudeflügel des Krankenhauses

Sowohl das ehemalige Waisenhaus (heute Carolus-Haus) als auch das daran anschließende Hospitaltor stehen unter Denkmalschutz. Das ehemalige Hospital zum Heiligen Geist wurde 1975 abgebrochen.

### Ehemaliges Hospital zum Heiligen Geist
Das ehemalige Hospital zum Heiligen Geist war ein zweistöckiges, traufständiges Gebäude aus verputztem Bruchstein. Es stand auf der Ecke der Straßeneinmündung Bahnhofsstraße/Rheinallee, östlich befindet sich das Hospitaltor. Die sechs rheinseitigen Fensterachsen waren durch Linsen paarweise zusammengefasst. Über den beiden Mittelachsen befand sich ein flacher Zwerchgiebel. Die Gliederung der Geschosse erfolgte durch einfaches Gesims.
Am Giebel befand sich eine Kartusche mit einer Chronogramminschrift, die auf das Jahr 1751 hinwies. Diese wurde 1975 an das Hospitaltor übertragen.

### Das ehemalige Waisenhaus und der Neubau
Der ursprüngliche Bau von 1863 bis 1865 war ein unverputzter, zweigeschossiger, traufständiger Bruchsteinbau. An der Rheinfront hatte er sechs Achsen und trat etwa einen Meter vor die mittelalterliche Stadtmauer vor. Die beiden mittleren, gekuppelten Achsen besaßen einen flach vortretenden Giebelrisalit. Die Fenster hatten Stichbögen. Im Giebelfeld des Risalits befand sich eine überhöhte Rundbogennische mit einer Heiligenfigur. Diese wurde von zwei rundbögigen Fenstern flankiert. Der Risalitgiebel wurde na beiden Seiten und auf der Spitze mit Zinnentürmchen besetzt. Der Rest des Dachs bestand aus einem beschieferten Walmdach mit Giebelgauben.
Am heutigen Gebäude dem Carolus-Haus ist die ursprüngliche Unterteilung von sechs Achsen erhalten geblieben. Das als nachträglicher Erweiterungsbau (1988–1991) erkennbare Josefshaus hat zwei Achsen. Das Carolus-Haus hat drei Stockwerke über einem unverputzten Basaltlavagesims. Das mittlere Achsenpaar springt leicht hervor, es besitzt ein flachgiebliges Zwerchhaus. Die drei Stockwerke sind durch profilierte Sandsteingesimse voneinander abgesetzt. Die Fenster des Erdgeschosses der zwei linken und der zwei rechten Achsen besitzen Segmentbögen, die Erdgeschossfenster im Risalit tragen rundbogige Abschlüsse. In den Seitenachsen im Kapellenstockwerk befinden sich Rundbogenfenster mit eingestellten Ecksäulen aus gelblichem Sandstein auf attischen Basen. Im Risalit befindet sich eine große Dreifenstergruppe in einer Rundbogennische, die beide Achsen zusammenfasst. Im zweiten Obergeschoss befinden sich Rundbogenfenster, die im Risalit wieder zu zweit gekoppelt sind. Nach Süden hin hat das Gebäude eine schlichtere Fassade, ebenfalls mit einem Zwerchhaus, worin sich eine Nische mit Heiligenfigur befindet.
Der östliche Erweiterungsbau hat anstelle des hohen Kapellengeschosses zwei gleich hohe Stockwerke. Die Fenster des Erdgeschosses besitzen ebenfalls Segmentbögen, die restlichen Fenster haben Rundbögen. An diesen Erweiterungsbau schließt sich noch ein niedrigeres Nebengebäude mit drei Stockwerken an.

### Krankenhauskapelle

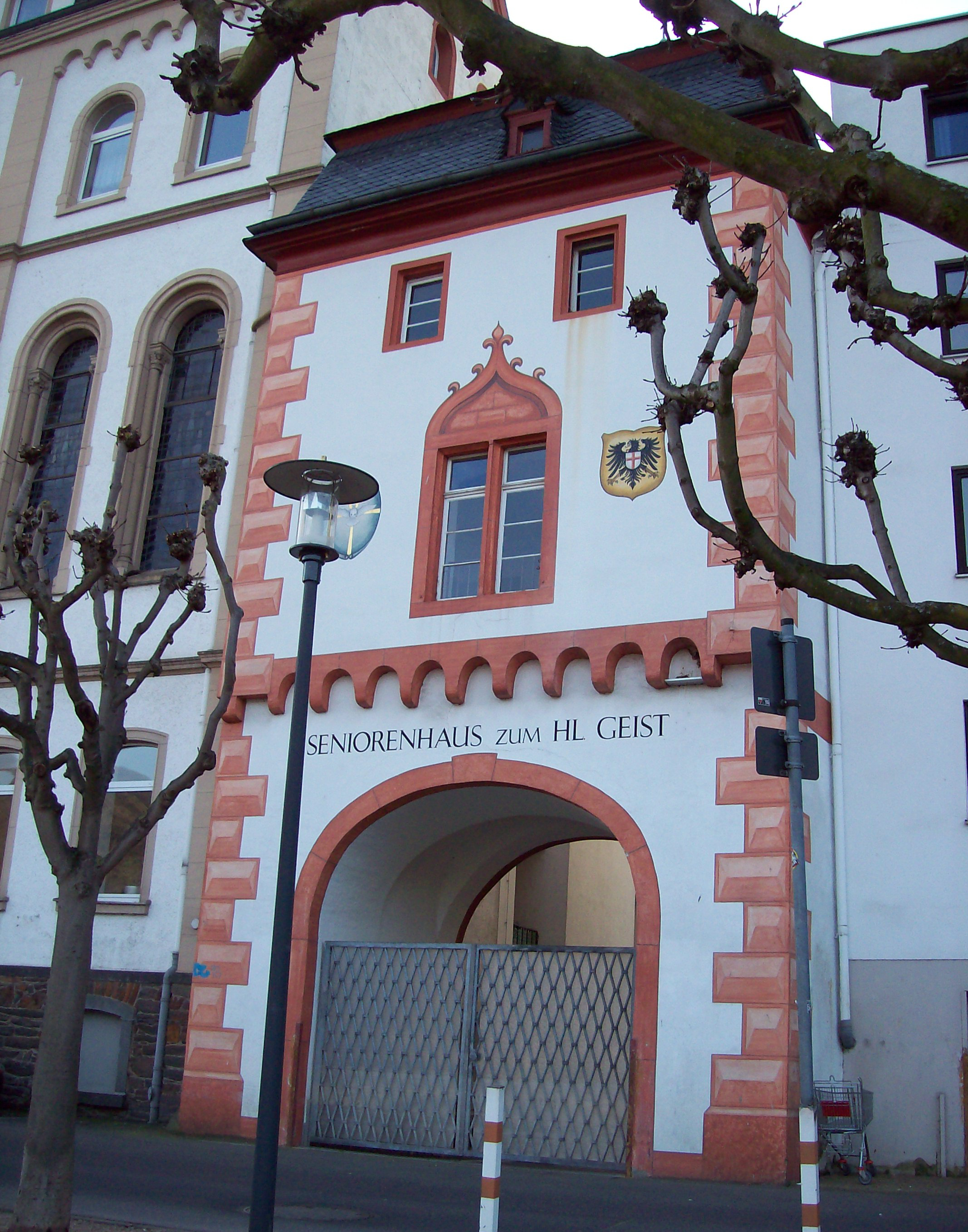
Das Hospitaltor

Im Carolus-Haus im zweiten ersten Obergeschoss befindet sich die Kapelle. Es finden sich dort die gleichen neugotischen Stilformen wie beim Außenbau. Sie hat ein Kreuzgewölbe mit gekehlten Rippen auf Kapitellkonsolen, darin eingezogen befinden sich Gurtbögen. Das Emporen- und Chorjoch ist verkürzt.
Im Jahr 2012 wurde die Kapelle renoviert.
Die Krankenhauskapelle ist mit einem Altartriptychon ausgestattet. Die Mitteltafel ist 153 cm × 80 cm und die Flügel sind 153 cm × 37 cm groß. Das Triptychon ist nach Lehfeldt 1491 bezeichnet. Es ist eng verwandt mit dem Triptychon in der alten Pfarrkirche von Niederspay. Ursprünglich stammte es vermutlich aus der Karmeliterkirche. Als Stiftung von Josephina Schaaf kamen die Tafeln nach 1872 an das katholische Waisenhaus. Auf der mittleren Tafel ist die Kreuzigungsgruppe dargestellt und am unteren linken Rand findet sich ein kleiner kniender Karmelit, der möglicherweise auf den Stifter hinweist. Auf den Seitenflügeln sind die heilige Maria Magdalena und die heilige Katharina dargestellt.

### Hospitaltor
Das Hospitaltor ist ein Tor, das zur ehemaligen mittelalterlichen Stadtbefestigung von Boppard gehörte. Es wurde im 14. Jahrhundert erbaut. An das Tor schloss sich früher die Hospitalgasse an, die heute durch das Krankenhaus verbaut ist. Daher ist das Tor für die Öffentlichkeit nicht nutzbar. Es befindet sich am Rhein zwischen dem ehemaligen Hospital zum Heiligen Geist und dem ehemaligen Waisenhaus.

## Wohnstift zum Heiligen Geist Belgrano

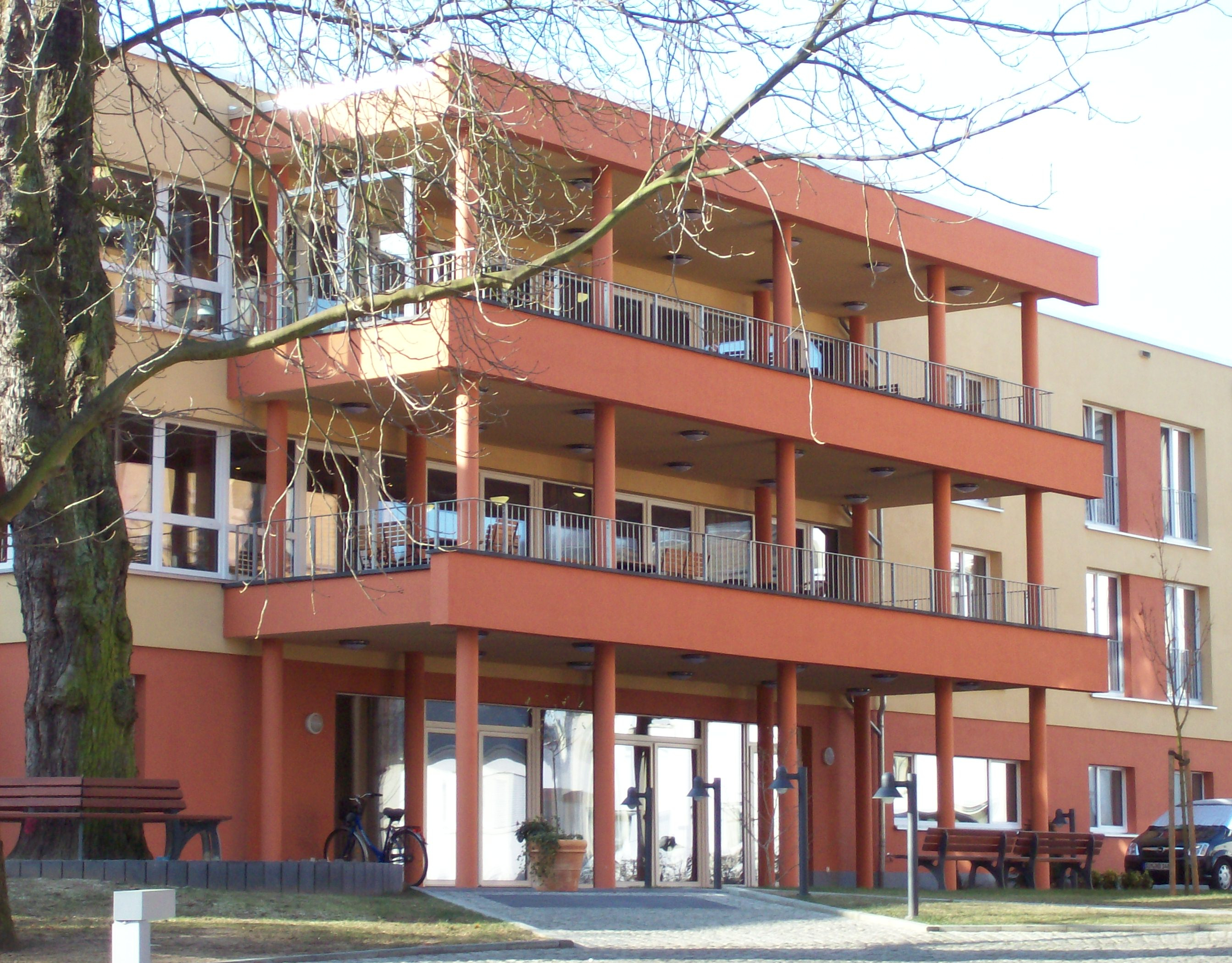
Haupteingang mit Balkon des Wohnstifts zum Heiligen Geist Belgrano

Koordinaten: 50° 13′ 58,4″ N, 7° 34′ 59,1″ O
Im Jahr 2001 erwarb die Stiftung Hospital zum Heiligen Geist die Villa Belgrano und das darumliegende Areal für 3,2 Millionen Euro. Acht Jahre später, im Jahr 2009, veräußerte das Stiftungsklinikum Mittelrhein die Villa wieder. Den ehemaligen Park behielt sie und begann dort ein Seniorenheim für etwa hundert Senioren zu errichten. Im März 2011 wurde der Neubau planmäßig fertiggestellt und es erhielt den Namen Wohnstift zum Heiligen Geist Belgrano. Im gleichen Monat zogen Bewohner des am Krankenhaus befindlichen Wohnstifts zum Heiligen Geist in das neue Seniorenheim um.